# Gyepes család
Kisherestyéni Gyepes család (Gyöpös) Bars vármegyei eredetű család. Nevüket felváltva Gyepes- és Gyöpös alakban írták.
1424-ben Gyepes László és Miklós (Gepes de Kysherestyen) királyi emberek voltak. 
1424-ben kis-herestyéni Giepes András fia László ellentmondott nagygyőrödi Pobor és Loch beiktatásának Bars megyei Kis-Herestyénre nézve.[forrás?] Ugyanebben évben Miklós ellentmondott Komárom vármegyei Felsőcsehi (Felsevcsey) birtok beiktatásánál, és Gepes László zálogba vette Kysherestyen-i Imre fia Miklós birtokait.
1497 előtt Gyöpös László örökösétől szerezte Csehy Ágoston Komáromcsehi helységnek egy negyedrészét.
1542-ben Miklós Zeren Györgynek zálogba adja 3 béládi jobbágyát. 1548-ban Jókai István 40 forintért eladta a kisherestyéni nemesi kúriáját a rajta lévő házával együtt kisherestyéni Gyepes Miklósnak.
1560-ban kis-herestyéni Gyepes Péter Bars vármegye alispánja volt. 1560-ban Gyepes Máté a Csuka családbelieknek adományozott Ürményben egy elhagyott telket.
1587-ben Habsburg Ernő osztrák főherceg (1577-től) a Magyar Királyság katonai főkormányzója Fejérkövy István nyitrai püspök és királyi helytartóhoz, ruszkai Dobó Ferenc Bars vármegyei főispánhoz, és Dunán inneni országos főkapitányhoz, és Samaria de Speciacasa Ferdinand veszprémi főkapitányhoz intézett oltalom-levélben nemes Geöpeös Györgyöt és Ferencet néhai Geöpeös Ferenc fiait, mint a császár oltalmába fogadottakat javaik- és jószágaikra nézve védelmükbe ajánlotta.
1590-ben országbirói osztató parancs kelt néhai Gyöpös Ferencnek (Mátyás fiának Kelemennek fia) Domaniky Margittól született fiai György és Ferenc részére, továbbá kelt ez osztató parancs Fruzsinának Gyöpös Kelemen leányának részére is, nemkülönben Thajnay Jánosnak részére, ki Thajnay Mihálynak Gyöpös Borbálától Gyöpös Mátyás leányától született fia volt, a Bars vármegyei béládi, kis-herestyéni, és Nyitra vármegyei Irmely és Szent-Mihály helységbeli birtokokban.
1603-ban Oszvald 14 aranyért elzálogosítja kisbéládi jobbágyát Gáspár Andrásnak. 1607-ben Domaniky Margit előbb Gyöpös Ferencnek, utóbb Ághy Ferencnek özvegye fia Gyöpös György ellen pereskedett.
1671-ben Gyöpös Miklós többekkel együtt Komárom vármegyei kömlődi részét Pázmándy Györgynek elzálogosította, mely elidegenitésnek akkor Szabó Mária, nevezett Gyöpös Miklós nénje ellentmondott.
16. századi családfarészletet már Nagy Iván is közölt.

## Neves családtagok
- 1560 kis-herestyéni Gyepes Péter Bars vármegye alispánja